# 直喩
直喩（ちょくゆ）とは、比喩の一種で、比喩であることを明示する表現をいう。明喩（めいゆ）ともいう。
直喩は明白なつながりのない2つの事物を比較する言い方で、典型的には「雪のように白い」「ひょうたんのような形」「死ぬほど退屈」「あの水死体は土左衛門のようだ」などの言い回しを用いて表現される。
それに対し、文字通りに解釈すると比喩であることがわからない比喩表現を、隠喩あるいはメタファーという。

## 直喩と隠喩
一般に直喩は比喩とわかる言い回しを用いるのに対し、隠喩は文字通りに解釈すれば比喩とはわからないような形で表現される。
例えば「海のように深い愛情」は直喩である。
程度の表現である「ほど」や「そうな」を用いる言い方は微妙である。「ほど」は文字通りの意味では「海ほど深い湖はない」のように否定と呼応して用いるのが一般的であるから、「海ほど深い愛情」も直喩と考えることもできる。しかし比喩でなく「神は独り子を与えたほどに世を愛された」などという言い方でも使われる。「死にそうな人」なども比喩ともそうでないともいえる。
「海と同じくらい深い愛情」「海よりも深い愛情」という言い方は、「海と同じくらい(よりも)深い湖」という文字通りの意味でも共通に使われるから、隠喩に近い。